# Dipoena taeniatipes
Dipoena taeniatipes là một loài nhện trong họ Theridiidae.
Loài này thuộc chi Dipoena. Dipoena taeniatipes được Eugen von Keyserling miêu tả năm 1891.